# Баклушевский сельсовет
Баклушевский сельсовет — сельское поселение в Доволенском районе Новосибирской области Российской Федерации.
Административный центр — село Баклуши.

## История
Статус и границы сельского поселения установлены Законом Новосибирской области от 2 июня 2004 года № 200-ОЗ «О статусе и границах муниципальных образований Новосибирской области»

## Население
| 2002 | 2010 | 2012 | 2013 | 2014 | 2015 | 2016 |
| ---- | ---- | ---- | ---- | ---- | ---- | ---- |
| 1116 | ↘827 | ↘820 | ↘814 | ↘790 | ↘780 | ↘759 |
| 2017 | 2018 | 2019 | 2020 | 2021 |      |      |
| ↗769 | ↘752 | ↘728 | ↘717 | ↘699 |      |      |

## Состав сельского поселения
| № | Населённый пункт | Тип населённого пункта       | Население |
| - | ---------------- | ---------------------------- | --------- |
| 1 | Баклуши          | село, административный центр | ↘794      |
| 2 | Каревский        | посёлок                      | ↘33       |